# Джиммі Глаззард
Джиммі Глаззард (англ. Jimmy Glazzard, 23 квітня 1923, Нормантон — 1995) — англійський футболіст, що грав на позиції нападника, насамперед за «Гаддерсфілд Таун».

## Ігрова кар'єра
1943 року приєднався до команди «Гаддерсфілд Таун», у складі якої брав участь у змаганнях воєнного часу, а 1946 року дебютував у Першому дивізіоні Футбольної ліги після відновлення змагань у ній. Був основним нападником «Гаддерсфілда» протягом десяти сезонів, дев'ять з яких команда проводила у найвищому англійському дивізіоні. Загалом забив за неї 142 голи у 299 матчах першості, а в сезоні 1953/54 з 29 забитими голами був найкращим бомбардиром Першого дивізіону.
У серпні 1956 року перейшов до «Евертона», провівши в якому лише три гри, став гравцем «Менсфілд Тауна». Влітку 1957 року завершив виступи на футбольному полі.
Помер 1 січня 1995 року.

## Титули і досягнення
- Найкращий бомбардир Футбольної ліги Англії (1): 1953/54 (29 голів)